# رمضان (جنديرس)
رمضان أو رمضانلي سابقًا (بالكردية: Remedana‏) هي قرية سوريّة تتبع إداريّاً لمحافظة حلب منطقة عفرين ناحية جنديرس، وبلغ تعداد سكانها 697 نسمة حسب قيود السجل المدني لنهاية عام 2005.